# 几内亚湾
几内亚湾（英語：Gulf of Guinea）位於非洲西岸，它包括贝宁湾和邦尼湾，是大西洋的一部分。赤道與本初子午線在這裡交匯。
几内亚湾有尼日尔河、剛果河、沃爾特河注入，且近喀麥隆、赤道幾內亞、奈及利亞等地 ，為海灣帶來大量有機沉積物，經過數百萬年形成了石油，令沿岸國家近年備受國際社會重視。